# District de Inhassoro
Le district de Inhassoro est une subdivision administrative dans la province d'Inhambane au nord du Mozambique. En 2007, sa population est de 48 537 habitants.

## Source de la traduction
- (en) Cet article est partiellement ou en totalité issu de l’article de Wikipédia en anglais intitulé « Inhassoro District » (voir la liste des auteurs).